# PUSHED RICE
『PUSHED RICE』（プッシュト ライス）は米米CLUBの14枚目のアルバム。1997年3月1日発売。発売元はSony Records（現ソニー・ミュージックレコーズ）であり、解散前のラストアルバム。

## 解説
本作発表の前年（1996年）11月に解散の発表があり、米米CLUBのオリジナルアルバムとしては（発売当時）最後の作品とされた。それに因んでタイトルの『PUSHED RICE』は「押された米＝押米＝おしまい」と読ませている。因みにジャケットは精子を米に見立てたものである。
初回限定盤仕様は三方背BOXと別冊32頁フォトブックレットが収載。
レコーディング・メンバーは当時のメンバーとして表記されている17人に加えラストアルバムという事で1995年に脱退したギターのジョプリン得能（得能律郎）、ドラムのRYO-J（坂口良治）、1996年に脱退したシュークリームシュのマリ（天ヶ谷真利）も参加した。また、作詞・作曲のクレジットは個人名が表記され、これまで「手紙」など極僅かの例外を除いて全曲について作詞・作曲：米米CLUBとクレジットしていた姿勢を変化させた。
米米CLUBは本作発売4日後、3月5日・6日に東京ドームでラスト・ライブ「THE LAST SYMPOSIUM」を開催、2日目の公演を以て解散。

## 収録曲
1. SARACENIAN BEAT
  - 作曲:石井竜也・米米CLUB / 編曲:米米CLUB
  - 1991年 - 1992年のツアー「AU SHARISHARISM（U編）」のオープニングSEに用いられたインストゥルメンタルで、当時のテイクにエフェクトなどが加えられた別ミックス。所々に、「Peeping Tom」「MONGOLOID」に使われているリズムが出てくる。
  - 終盤は石井によってメンバーのステージネームが早口で読み上げられている。
2. FOXY -危険な恋-
  - 作詞・作曲:石井竜也 / 編曲:勝又隆一
  - 解散コンサート「THE LAST SYMPOSIUM」で本作からは当曲と「Special Love」の2曲が披露された。
3. Special Love [Album Version]
  - 作詞・作曲:石井竜也 / 編曲:勝又隆一・米米CLUB
  - 24thシングル。シングルとミキシングが異なる（表記は便宜上）。
4. MOMENT
  - 作詞・作曲:石井竜也 / 編曲:勝又隆一・金子隆博
5. せつない気持ち
  - 作詞・作曲:石井竜也 / 編曲:勝又隆一・米米CLUB
6. ROPPONGI-雨
  - 作詞:石井竜也 / 作曲:石井竜也・林部直樹 / 編曲:林部直樹
  - 元々は1992年のライブ『SHARISHARISM DECADENCE 魅惑の歌謡ショー 素顔のママ編』で演奏された楽曲。
7. STELLA
  - 作詞・作曲:石井竜也 / 編曲:得能律郎・坂口良治・金子隆博
  - 初出はクリスマスディナーショーで、1995年のファンイベント『CCC大集会 〜サンタがSORRYにのってやってくる！〜』でも演奏された楽曲（DVD『米盛II』収録時の題は「ステラ」）。
8. GUTS SHAKER
  - 作詞・作曲:石井竜也 / 編曲:勝又隆一・米米CLUB
  - 石井と小野田のデュエット曲。
9. HARMONY
  - 作詞・作曲:石井竜也 / 編曲:勝又隆一
10. MONGOLOID
  - 作詞・作曲:米米CLUB / 編曲:米米CLUB
  - インストゥルメンタルの楽曲。1993年〜1994年のライブ『SHARISHARISM THETA ピタゴラスの接吻編』で演奏された曲『モンゴル草原』がベースとなっている。
11. RICE DREAMER
  - 作詞:小野田安秀 / 作曲:米米CLUB / 編曲:佐土井照仁
  - 小野田のボーカル曲。1991年のツアー『ANTI SHARISHARISM』で演奏された楽曲のリメイク（当時の題は「FUNK-A-DREAMER」）。
12. ひとりの朝 ふたりの夜
  - 作詞:石井竜也 / 作曲:金子隆博 / 編曲:得能律郎・坂口良治・金子隆博
  - ドラマ「素顔のままで」のサウンドトラック「ICTL」にインストゥルメンタルアレンジ版が収録された曲。「ICTL」のブックレットによれば原曲は『SHARISHARISM  ART WORK UP』（WORK UP編）での演奏が初出とされている。
13. Runaway Faraway
  - 作詞・作曲:石井竜也 / 編曲:勝又隆一・米米CLUB
  - 「Special Love」c/w。シングルとミキシングが異なる。
14. 迷路 '97
  - 作詞・作曲:石井竜也 / 編曲:得能律郎・坂口良治・金子隆博
  - ドラマ「素顔のままで」サウンドトラック「ICTL」に、Instrumentalアレンジ版が収録されている「迷路」の新録版で、歌詞の追加・一部変更がある。また、「ICTL」のブックレットによれば、「迷路」は1989年10月24日（ブックレットの23日は誤記、実際は24日[要出典]）の浅草公会堂における東京ロコ公演「カールスモーキー石井の一人上手」が初演である。